# Bayon (Meurthe i Mosel·la)
Bayon és un municipi francès situat al departament de Meurthe i Mosel·la i a la regió del Gran Est. L'any 2007 tenia 1.444 habitants.

## Demografia

### Població
El 2007 la població de fet de Bayon era de 1.444 persones. Hi havia 556 famílies, de les quals 165 eren unipersonals (66 homes vivint sols i 99 dones vivint soles), 177 parelles sense fills, 177 parelles amb fills i 37 famílies monoparentals amb fills.
La població ha evolucionat segons el següent gràfic:
Habitants censats

### Habitatges
El 2007 hi havia 641 habitatges, 565 eren l'habitatge principal de la família, 4 eren segones residències i 72 estaven desocupats. 437 eren cases i 204 eren apartaments. Dels 565 habitatges principals, 353 estaven ocupats pels seus propietaris, 193 estaven llogats i ocupats pels llogaters i 19 estaven cedits a títol gratuït; 9 tenien una cambra, 28 en tenien dues, 103 en tenien tres, 138 en tenien quatre i 287 en tenien cinc o més. 306 habitatges disposaven pel capbaix d'una plaça de pàrquing. A 313 habitatges hi havia un automòbil i a 166 n'hi havia dos o més.

### Piràmide de població
La piràmide de població per edats i sexe el 2009 era:
| Homes | Edats   | Dones |
| ----- | ------- | ----- |
| 0     | 95 o +  | 8     |
| 4     | 90 a 94 | 44    |
| 12    | 85 a 89 | 72    |
| 4     | 80 a 84 | 24    |
| 32    | 75 a 79 | 44    |
| 36    | 70 a 74 | 80    |
| 36    | 65 a 69 | 28    |
| 20    | 60 a 64 | 36    |
| 40    | 55 a 59 | 44    |
| 60    | 50 a 54 | 44    |
| 61    | 45 a 49 | 57    |
| 52    | 40 a 44 | 48    |
| 28    | 35 a 39 | 36    |
| 24    | 30 a 34 | 12    |
| 48    | 25 a 29 | 32    |
| 36    | 20 a 24 | 48    |
| 60    | 15 a 19 | 40    |
| 61    | 10 a 14 | 12    |
| 12    | 5 a 9   | 20    |
| 20    | 0 a 4   | 20    |

## Economia
El 2007 la població en edat de treballar era de 817 persones, 611 eren actives i 206 eren inactives. De les 611 persones actives 551 estaven ocupades (290 homes i 261 dones) i 60 estaven aturades (27 homes i 33 dones). De les 206 persones inactives 81 estaven jubilades, 55 estaven estudiant i 70 estaven classificades com a «altres inactius».

### Ingressos
El 2009 a Bayon hi havia 589 unitats fiscals que integraven 1.399,5 persones, la mediana anual d'ingressos fiscals per persona era de 18.795 €.

### Activitats econòmiques
Dels 89 establiments que hi havia el 2007, 3 eren d'empreses extractives, 2 d'empreses alimentàries, 1 d'una empresa de fabricació d'altres productes industrials, 9 d'empreses de construcció, 19 d'empreses de comerç i reparació d'automòbils, 7 d'empreses de transport, 4 d'empreses d'hostatgeria i restauració, 1 d'una empresa d'informació i comunicació, 7 d'empreses financeres, 3 d'empreses immobiliàries, 7 d'empreses de serveis, 21 d'entitats de l'administració pública i 5 d'empreses classificades com a «altres activitats de serveis».
Dels 33 establiments de servei als particulars que hi havia el 2009, 1 era una gendarmeria, 1 oficina de correu, 2 oficines bancàries, 4 tallers de reparació d'automòbils i de material agrícola, 2 autoescoles, 1 paleta, 2 guixaires pintors, 2 fusteries, 4 lampisteries, 1 electricista, 3 perruqueries, 3 veterinaris, 4 restaurants, 2 agències immobiliàries i 1 saló de bellesa.
Dels 9 establiments comercials que hi havia el 2009, 1 era un hipermercat, 2 fleques, 2 carnisseries, 2 botigues de roba, 1 una sabateria i 1 una joieria.

## Equipaments sanitaris i escolars
El 2009 hi havia 1 centre de salut i 1 farmàcia.
El 2009 hi havia 1 escola maternal i 2 escoles elementals. Bayon disposava d'un col·legi d'educació secundària amb 521 alumnes.

## Poblacions més properes
El següent diagrama mostra les poblacions més properes.